# Codi ATC R07
El  codi ATC R07, descrit com Altres productes per al sistema respiratori, és una subgrup terapèutic de l'Anatomical, Therapeutic, Chemical Classification System (ATC). La classificació ATC és un sistema de codis alfanumèric desenvolupat per l'Organització Mundial de la Salut (OMS) per als fàrmacs i altres productes sanitaris. El subgrup R07 és part del grup anatòmic R Sistema respiratori.

Els codis per a ús veterinari (codis ATCvet) poden han estat creats afegint la lletra Q davant dels codis ATC humans: QR07... 
Les adaptacions estatals de la classificació ATC poden incloure codis addicionals no presents en aquesta llista, que segueix la versió de l'OMS.

## R07A Altres productes per al sistema respiratori
R07A A Surfactants pulmonars
R07A B Estimulants respiratoris
R07A X Altres productes per al sistema respiratori